# Voo Nigeria Airways 2120
O voo Nigeria Airways 2120 foi um voo de passageiros fretado de Jidá, Arábia Saudita, para Sokoto, na Nigéria, em 11 de julho de 1991, que caiu logo após a decolagem do Aeroporto Internacional Rei Abdulaziz, matando todos os 247 passageiros e 14 membros da tripulação a bordo. A aeronave era um Douglas DC-8 operado pela Nationair sob empréstimo da Nigeria Airways. O acidente é o mais mortal envolvendo um Douglas DC-8 e continua sendo o desastre de aviação mais mortal envolvendo uma companhia aérea canadense.

## Aeronave e Tripulação
A aeronave envolvida no acidente foi um Douglas DC-8-61 construído em 1968, com o registro C-GMXQ, de propriedade da empresa canadense Nolisair, e geralmente operado pela Nationair; No momento do acidente, estava sendo arrendado por empréstimo para a Nigeria Airways, que por sua vez sub-arrendava-o a outra empresa para transportar peregrinos nigerianos para Meca. William Allan, piloto de 47 anos no comando, um ex-piloto da Real Força Aérea Canadiana, registrou 10 700 horas de voo e 1 000 horas de tipo. Kent Davidge, o primeiro oficial de 36 anos, registrou 8 000 horas de voo, das quais 550 horas estavam no tipo, e Victor Fehr, engenheiro de voo de 46 anos, registrou 7 500 horas de voo, das quais 1 000 horas foram no tipo. O Douglas DC-8 foi o principal tipo de aeronave utilizado pela companhia aérea.

## Acidente
A aeronave partiu do o Aeroporto Internacional Rei Abdulaziz, Jidá para o Aeroporto Internacional Sadiq Abubakar III, Sokoto, mas os problemas foram relatados logo após a decolagem. A tripulação tentou retornar ao aeroporto para um pouso de emergência, mas a aeronave, que já estava em chamas, experimentou uma desaceleração no ar e caiu à 2 875 metros (9 432 ft) abaixo da pista 34L. Quando a aeronave estava a cerca de 18 km (11 mi) do aeroporto e a uma altitude de 671 metros (2 201 pés), vários corpos e destroços caíram, indicando que o fogo naquela época consumisse, pelo menos parcialmente, o chão. Todos os 261 ocupantes a bordo (incluindo 247 passageiros) morreram no acidente. O acidente continua a ser o acidente mais mortal envolvendo um Douglas DC-8, bem como o segundo acidente mais mortal ocorrendo no solo da Arábia Saudita, atrás do Voo Saudia 163.

## Causa
Antes da decolagem, o mecânico principal percebeu que as "pressões dos trens de pouso 2 e 4 estavam abaixo do mínimo para o voo" e tentaram inflar, mas nenhum gás nitrogênio estava prontamente disponível e o gerente do projeto não estava disposto para aceitar um atraso, desconsiderou o problema e preparou a aeronave para envio. À medida que a aeronave estava rodando, a transferência da carga do pneu n.° 2 inflado para o pneu n.° 1 no mesmo eixo do portão resultou "na superdeterminação, sobreaquecimento e debilitamento estrutural do pneu n.° 1". "O pneu n° 1 falhou muito cedo no rolo de decolagem", seguido quase imediatamente pelo n.° 2. O último parou de girar "por razões não estabelecidas", e o subsequente atrito da montagem do trem de pouso com a pista produziu calor suficiente para iniciar um fogo auto-sustentável. A tripulação percebeu que havia um problema, mas não a natureza ou a seriedade disso. A aeronave não estava equipada com sensores de fogo ou de calor na montagem da roda. O co-piloto falou: "Nós temos pneu furado, você entende?" de acordo com os membros do Conselho de Segurança do Transporte Canadense entrevistados para um episódio da série Mayday sobre o acidente, procedimentos padrão sobre falha de pneu durante a corrida de decolagem no Douglas DC-8 não foi então (e ainda não foi a partir da temporada 11 do episódio) incluem a rejeição da decolagem para falhas no trem de pouso, para que o capitão prosseguisse com a decolagem.
Quando o trem de pouso foi recolhido, "a queima de borracha foi colocada em estreita proximidade com os componentes do sistema hidráulico e elétrico", causando a falha dos sistemas hidráulicos e de pressurização que levaram a danos estruturais e perda de controle da aeronave. O Conselho de Segurança do Transporte concluiu: "se a equipe deixasse o trem de pouso abaixado, o acidente poderia ter sido evitado", provavelmente introduzido como resultado de "queima" do tanque de combustível central", intensificou o incêndio, que eventualmente consumiu o piso da cabine. As pessoas começaram a cair da aeronave quando seus arneses de assento queimaram. "Apesar da considerável destruição da célula, a aeronave pareceu ter sido controlada até pouco antes da queda".

## Consequências
Logo após o acidente, um grupo de comissários de bordo da Nationair, com sede em Toronto reuniu fundos para construir um memorial, inscrita com o nome das vítimas. O memorial, completo com uma cereja plantada para comemorar seus colegas que morreram em Jidá, recebeu uma casa permanente na sede da Autoridade de Aeroportos da Grande Toronto.
O acidente, combinado com a pouca reputação da Nationair para o serviço no tempo e problemas mecânicos, levou a sérios problemas com a imagem pública e a confiabilidade entre os operadores turísticos. Essas dificuldades foram agravadas quando a Nationair bloqueou seus comissários de bordo sindicados e procedeu a substituí-los por queimadores de faíscas em 19 de novembro de 1991. O bloqueio durou 15 meses e, no momento em que terminou no início de 1993, a Nationair encontrou-se em graves problemas financeiros. Na época, a Nationair devia ao governo canadense milhões de dólares em taxas de pouso não remuneradas. Os credores começaram a apanhar aeronaves e exigiram dinheiro na frente por serviços. A empresa foi declarada falida em maio de 1993, devido a 75 milhões de dólares.
Em 1997, Robert Obadia, proprietário da Nationair e sua empresa-mãe Nolisair, declarou-se culpado de oito acusações de fraude em relação às atividades da empresa.

## Reconstituição
Um episódio de Mayday intitulado "Explosão nos Ares" (no Brasil) cobriu este acidente.